# منزل بور حكيمي
منزل بور حكيمي (بالفارسية: خانه زینت‌الملک) هو منزل تاريخي يعود إلى عصر القاجاريون، ويقع في كاشان.